# Shozo Tsugitani
Shozo Tsugitani (Hyogo, 25. lipnja 1940. – 2. lipnja 1978.) japanski je nogometaš.

## Klupska karijera
Igrao je za Mitsubishi Motors.

## Reprezentativna karijera
Za japansku reprezentaciju igrao je od 1961. do 1965. godine. Odigrao je 12 utakmica postigavši 4 pogotka.
S japanskom reprezentacijom Shozo Tsugitani je igrao na Olimpijskim igrama 1964.

## Statistika
| Japan  | Japan | Japan |
| Godina | Nast. | Gol.  |
| ------ | ----- | ----- |
| 1961.  | 2     | 0     |
| 1962.  | 2     | 0     |
| 1963.  | 5     | 4     |
| 1964.  | 1     | 0     |
| 1965.  | 2     | 0     |
| Ukupno | 12    | 4     |

## Vanjske poveznice
- National Football Teams
- Japan National Football Team Database